# گاردین
گاردیَن (به انگلیسی: The Guardian) یک روزنامهٔ بریتانیایی است که از سال ۱۸۲۱ میلادی منتشر می‌شود. این روزنامه ابتدا در شهر منچستر منتشر و منچستر گاردین نامیده می‌شده‌است، اما از سال ۱۹۵۹ عنوانش به گاردین تغییر یافت و در سال ۱۹۶۴ نیز دفتر مرکزیش به لندن منتقل شد. هفته‌نامهٔ خواهر این روزنامه، آبزرور نام دارد.
روزنامه گاردین در بسیاری از مواقع، به راحتی از سیاست‌های دولت بریتانیا به شدت انتقاد کرده و حتی دولت و دولت مردان را به باد تمسخر گرفته. به عنوان مثال، گاردین در زمان ورود بریتانیا به جنگ‌های افغانستان و عراق، یکی از منتقدان جدی و صریح دولت کارگری تونی بلر بود.
گاردین هر روز هفته یک ضمیمه به اسم G۲ (یا همان گاردین دوم) را نیز منتشر می‌کند که به‌طور مرتب و ثابت، هر روز اخبار مربوط به یک حوزه خاص را پوشش می‌دهد؛ به عنوان مثال هر دوشنبه بحث‌های مرتبط با میدیا یا رسانه را دنبال می‌کند که این شامل اخبار مربوط به رسانه و حتی آگهی‌های استخدام برای شغل‌های رسانه ای نیز هست.
بخش آنلاین گاردین مثل هر رسانه موفق دیگری، به اهمیت نقش مخاطب توجه کرده و امکانات مختلفی را برای ارتباط دو طرفه به وجود آورده که یکی از جالب‌ترین و معروف‌ترین آنها، بخشی است به اسم Comment is free… (یا نظر دادن آزاد است). کاربران سایت می‌توانند به راحتی نظرات خود را در زمینه‌های مختلف بنویسند که معمولاً بدون ویرایش هم منتشر می‌شوند؛ البته به شرطی که قوانین و ارزش‌های گاردین را نقض نکرده باشند. نکته جالبی که مسئول بخش نظرات سایت به آن اشاره کرد این بود که «بعضی از کاربرها انتظار دارند که به دلیل آزادی بیان، هرچیزی را که دلشان می‌خواهد بنویسند و ما هم موظف به انتشارش هستیم. در حالی که ما یک شرکت خصوصی هستیم و طبیعتاً این حق را داریم که نظرات را بر اساس معیارها و قوانین خودمان ویرایش کنیم. با این وجود، همه تلاشمان را می‌کنیم که تا حد امکان، نظرات را بدون ویرایش یا با کمترین حد ویرایش منتشر کنیم.»

## مواضع
- نویسندگان گاردین به رویکرد ترامپ در مواجهه با مطبوعات انتقاد کرده اند. مارگارت سالیوان، ستون نویس گاردین اظهار داشت: «ترامپ تهدیدی آشکار برای روزنامه‌نگاران، سازمان‌های خبری و آزادی مطبوعات در ایالات متحده و سراسر جهان است.»[۷] پس از انتخابات ٢٠٢٤ آمریکا، نویسنده گاردین نوشت که این رسانه برای مقابله با تهدید های ترامپ در زمینه های خبرنگاری نیازمند بودجه کافی است و از مخاطبان خواست که در این زمینه کمک کنند.[۸]

نامواره گاردین